# Maria Isaksson
Maria Terese Isaksson-Bergenheim (ur. 26 października 1964) – szwedzka szpadzistka, brązowa medalistka mistrzostw świata.
Podczas mistrzostw świata w Nîmes w 2001 roku wywalczyła brązowy medal w turnieju indywidualnym. Wyprzedziły ją jedynie Niemka Claudia Bokel i Francuzka Laura Flessel. Był to pierwszy w historii medal dla Szwecji w tej konkurencji. Była też między innymi siódma w zawodach drużynowych na mistrzostwach świata w Hawanie w 2003 roku.
Nigdy nie wzięła udziału w igrzyskach olimpijskich.